# Oimadelchesuch
Oimadelchesuch (auch: Hoimadelehesuh, Oimadorakoshoku-to) ist eine unbewohnte Insel von Palau. 

## Geographie
Oimadelchesuch ist eine Insel im Bereich der UNESCO-Welterbestätte Südliche Lagune der Rock Islands, (Chelbacheb-Inseln). Sie gehört zu den Ngeruktabel Islands und ist Teil eines Höhenzuges, der sich im Norden der Hauptinsel Ngeruktabel erstreckt.